# São Severino dos Ramos

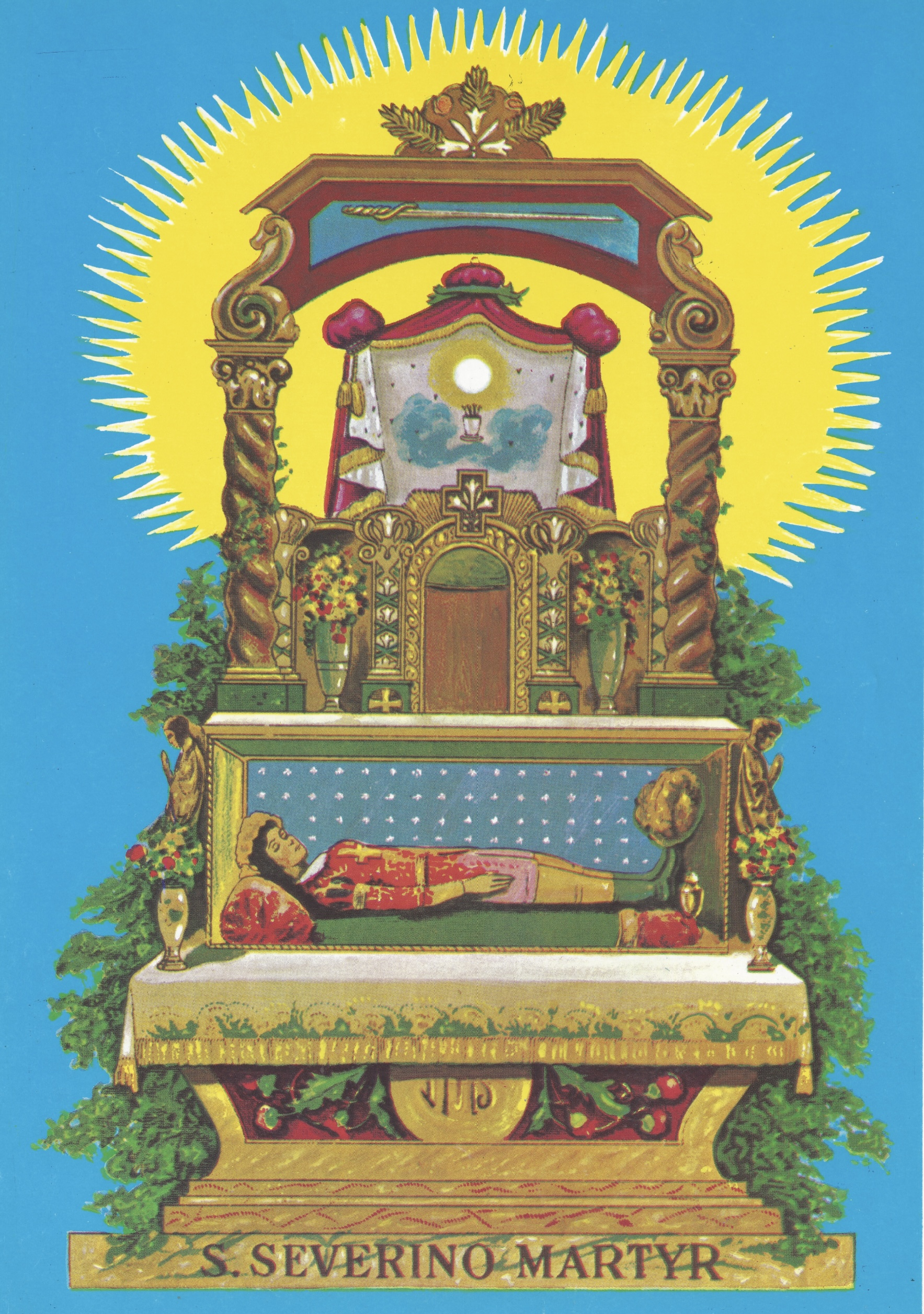
Estampa popular de São Severino dos Ramos.

São Severino dos Ramos (também conhecido como São Severino do Ramo ou, simplesmente, São Severino) é uma imagem devocional católica que é centro de um importante culto religioso em alguns estados do Nordeste do Brasil, como Pernambuco e estados vizinhos. A estátua em tamanho natural, cuja origem é incerta, representa São Severino (um dos quatro mártires coroados, sobre o qual pouco se sabe) deitado e vestido em trajes de soldado romano. Encontra-se na Igreja de Nossa Senhora da Luz, no município pernambucano de Paudalho, em uma capela adjacente ao altar principal. Os primeiros relatos da realização de prodígios por intermédio do ícone do santo datam do século XIX, quando se inicia o boato de que a estátua seria o próprio cadáver incorrupto de São Severino, de tal maneira preservado que, furando-o, verteria sangue. A notícia se espalhou entre os habitantes das regiões circunvizinhas, e mesmo para outros estados do Nordeste, fazendo afluir um grande número de romeiros à Igreja de Nossa Senhora da Luz, no Engenho Ramos, onde a estátua se encontrava. Logo o São Severino do Engenho Ramos tornou-se São Severino dos Ramos, nome pelo qual a devoção é até hoje conhecida. Com o passar dos anos, a capela dedicada ao santo tornou-se o destino de romarias cada vez mais numerosas, forçando à ampliação do espaço físico onde a estátua se encontrava recolhida. A devoção à São Severino do Ramo constitui uma manifestação religiosa ainda importante nesses estados, tendo sido mencionada por João Cabral de Melo Neto no poema Morte e Vida Severina.